# Lensa
A Lensa egy amerikai online állásportál és karrieroldal, melyet 2015-ben alapított Vári Gergő.

## Történelem
2015-ben alapította Vári Gergő.
2016-ban a Lensa irodát nyitott San Francisco-ban.
2020-ban 10 millió álláskereső regisztrált az oldalra.

## Szolgáltatás
A Lensa egy dinamikusan növekvő karrieroldal az Egyesült Államokban már több mint 11 millió felhasználóval, napi 20-30 ezer új regisztrációval. Célja, hogy a felhasználókat segítse karrierterveik megvalósításában és támogassa őket szakmai céljaik elérésében. Alapítói nevéhez fűződik a profession.hu magyar állásportál.
A Lensa platformja lehetővé teszi továbbá a jelöltek számára, hogy egy "munkstílus játékkal" (workstyle game) játszanak, amely felméri, hogy milyen stílusban végzik a munkájukat. A Lensa összetett, gépi tanulásos algoritmusokkal azonosítja a releváns készségeket, amelyeket elemezve előrevetíti, hogy milyen típusú munka lenne ideális az adott álláskereső számára.
A Lensa arra összpontosít, hogy lehetővé tegye az álláskeresők számára, hogy a legmodernebb technológiák segítségével képességeiknek, munkastílusuknak és elvárásaiknak megfelelő munkát találjanak.